# Integral d'Stratonovich
En els processos estocàstics, la integral d'Stratonovich o integral de Fisk-Stratonovich (desenvolupada simultàniament per Ruslan Stratonovich i Donald Fisk) és una integral estocàstica, l'alternativa més comuna a la integral Itô. Encara que la integral Itô és l'opció habitual en matemàtiques aplicades, la integral de Stratonovich s'utilitza amb freqüència en física.
En algunes circumstàncies, les integrals de la definició de Stratonovich són més fàcils de manipular. A diferència del càlcul Itô, les integrals de Stratonovich es defineixen de manera que es compleix la regla de la cadena del càlcul ordinari.
Potser la situació més comuna en què es troben aquestes és la solució de les equacions diferencials estocàstiques (SDE) de Stratonovich. Són equivalents a les SDE Itô i és possible convertir entre les dues sempre que una definició sigui més convenient.

## Definició
La integral de Stratonovich es pot definir d'una manera similar a la integral de Riemann, és a dir, com un límit de les sumes de Riemann. Suposem que {\displaystyle W:[0,T]\times \Omega \to \mathbb {R} } és un procés Wiener i {\displaystyle X:[0,T]\times \Omega \to \mathbb {R} } és una semimartingala adaptada a la filtració natural del procés Wiener. A continuació, la integral d'Stratonovich
{\displaystyle \int _{0}^{T}X_{t}\circ \mathrm {d} W_{t}}
és una variable aleatòria {\displaystyle :\Omega \to \mathbb {R} } definit com el límit en el quadrat mitjà de
{\displaystyle \sum _{i=0}^{k-1}{X_{t_{i+1}}+X_{t_{i}} \over 2}\left(W_{t_{i+1}}-W_{t_{i}}\right)}
com la malla de la partició {\displaystyle 0=t_{0}<t_{1}<\dots <t_{k}=T} de {\displaystyle [0,T]} tendeix a 0 (a l'estil d'una integral de Riemann–Stieltjes).

## Càlcul
Es poden utilitzar moltes tècniques d'integració del càlcul ordinari per a la integral de Stratonovich, per exemple: si {\displaystyle f:\mathbb {R} \to \mathbb {R} } és una funció suau, llavors
{\displaystyle \int _{0}^{T}f'(W_{t})\circ \mathrm {d} W_{t}=f(W_{T})-f(W_{0})}
i de manera més general, si {\displaystyle f:\mathbb {R} \times \mathbb {R} \to \mathbb {R} } és una funció suau, doncs
{\displaystyle \int _{0}^{T}{\partial f \over \partial W}(W_{t},t)\circ \mathrm {d} W_{t}+\int _{0}^{T}{\partial f \over \partial t}(W_{t},t)\,\mathrm {d} t=f(W_{T},T)-f(W_{0},0).}
Aquesta darrera regla és similar a la regla de la cadena del càlcul ordinari.

### Mètodes numèrics
Les integrals estocàstiques poques vegades es poden resoldre en forma analítica, fent de la integració numèrica estocàstica un tema important en tots els usos de les integrals estocàstiques. Diverses aproximacions numèriques convergeixen a la integral de Stratonovich, i les variacions d'aquestes s'utilitzen per resoldre els SDE de Stratonovich (Kloeden & Platen 1992). Tingueu en compte, però, que l'esquema d'Euler més utilitzat (el mètode Euler-Maruyama) per a la solució numèrica d'equacions de Langevin requereix que l'equació estigui en forma Itô.

## Notació diferencial
Si {\displaystyle X_{t},Y_{t}}, i {\displaystyle Z_{t}} són processos estocàstics tals que
{\displaystyle X_{T}-X_{0}=\int _{0}^{T}Y_{t}\circ \mathrm {d} W_{t}+\int _{0}^{T}Z_{t}\,\mathrm {d} t}
per a tots {\displaystyle T>0}, també escrivim
{\displaystyle \mathrm {d} X=Y\circ \mathrm {d} W+Z\,\mathrm {d} t.}
Aquesta notació s'utilitza sovint per formular equacions diferencials estocàstiques (SDE), que són realment equacions sobre integrals estocàstiques. És compatible amb la notació del càlcul ordinari, per exemple
{\displaystyle \mathrm {d} (t^{2}\,W^{3})=3t^{2}W^{2}\circ \mathrm {d} W+2tW^{3}\,\mathrm {d} t.}